# Gemini 7
Gemini 7 – czwarty załogowy lot amerykańskiego programu Gemini, lot zespołowy ze statkiem Gemini 6A. Podczas misji przeprowadzono pierwsze w historii astronautyki spotkanie dwóch statków kosmicznych. Połączone misje nosiły roboczą nazwę Gemini 76.

## Załoga

### Podstawowa
- Frank Borman (1) – dowódca
- James Lovell (1) – pilot

### Rezerwowa
- Edward Higgins White (2) – dowódca
- Michael Collins (1) – pilot

### CapCom
- Alan Bean (przylądek Canaveral)
- Elliott See (Houston)
- Eugene Cernan (Houston)
- Charles Bassett (Houston)

## Parametry misji
- Masa: 3663 kg
- Perygeum: 161,6 km
- Apogeum: 327,0 km
- Inklinacja: 28,89°
- Okres orbitalny: 89,39 min
- Czas trwania misji: 13 dni 18 godz. 35 min. 1 s.
- Przebyta odległość: 9 029 771 km

## Cele
Lot miał być przede wszystkim testem wytrzymałości fizycznej i psychicznej astronautów. Misja została zaplanowana na czternaście dni. Lot miał przyczynić się do rozwiązania problemów z planowaniem i organizacją lotu, wynikających z konieczności dostosowania trybu życia załogi na orbicie do cyklu pracy kontrolerów. Drugoplanowe cele obejmowały manewrowanie z drugim stopniem rakiety nośnej, ocenę nowych, lekkich skafandrów oraz dwadzieścia eksperymentów przeprowadzanych na pokładzie statku (w tym eksperymenty dotyczące odżywiania astronautów). Kontynuowana miała być – doskonalona – procedura wejścia w atmosferę. Była to największa liczba eksperymentów podczas jednej misji w programie Gemini. Misja Gemini 7 miała początkowo odbyć się po misji Gemini 6. W trakcie obu lotów planowano połączenie statku z Agena Target Vehicle. Jednak z powodu awarii podczas startu Ageny oryginalne Gemini 6 zostało anulowane. Podjęto wówczas decyzję o locie zespołowym obu statków, w trakcie którego przewidziano spotkanie. Ponieważ dokowanie nie wchodziło w grę obie załogi miały manewrować w taki sposób, by pozostawać w pewnej stałej pozycji wobec siebie.

## Misja

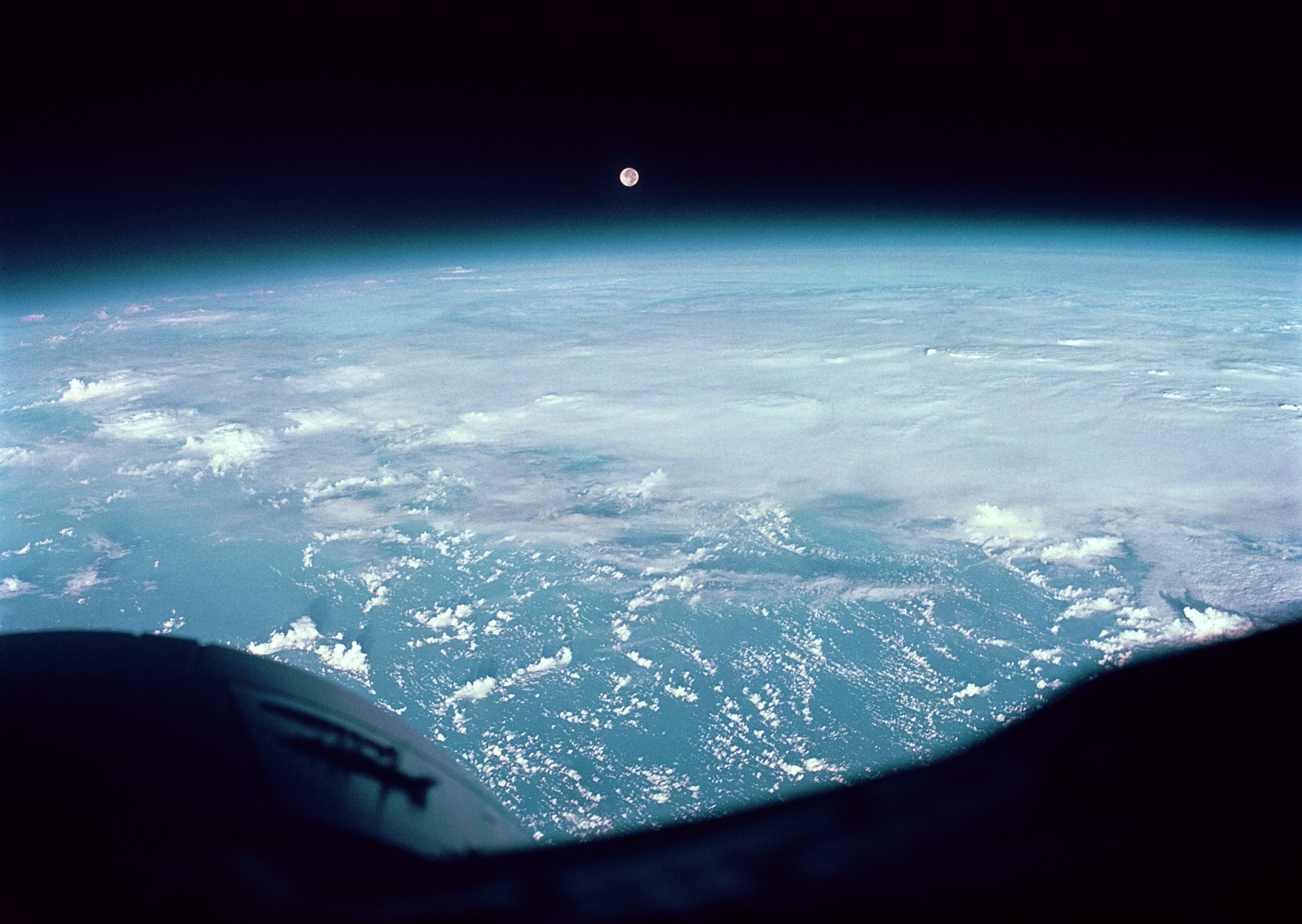
Widok ze statku Gemini 7

### Start
Gemini 7 wystartował 4 grudnia 1965 roku o godzinie 14:30:04 EST z wyrzutni nr 19 na przylądku Canaveral. Był to pierwszy popołudniowy start amerykańskiej misji załogowej. Start przebiegł zgodnie z planem. Dwie godziny po zwolnieniu platformy startowej przystąpiono do przygotowań, do startu Gemini 6 A z tej samej wyrzutni. W ciągu dwóch godzin na stanowisko przybyły obydwa stopnie następnej rakiety Titan II. Rozpoczął się wyścig z czasem.

Po wejściu na orbitę astronauci przez 15 minut manewrowali statkiem towarzysząc drugiemu stopniowi rakiety Titan II. Jednak Borman postanowił zakończyć eksperyment, gdy zauważył, że pojazd zużywa zbyt wiele paliwa. Spowodowane było to tym, że drugi stopień rakiety pozostawał w ruchu wskutek wycieku resztek paliwa. Następnie astronauci przystąpili do zaplanowanych doświadczeń medycznych.

### Przebieg lotu
W drugim dniu misji kontrolerzy (niechętnie) zgodzili się, by Lovell zdjął skafander. Astronauci dla potrzeb tej misji otrzymali nowe lekkie skafandry opracowane specjalnie z myślą o długich misjach. Astronauci stwierdzili, że nowe skafandry nie spełniają swojej roli. Zdecydowano, że zawsze jeden z astronautów musi być w skafandrze. Po pięciu dniach lotu przeprowadzono cztery korekty orbity. Po ich wykonaniu statek znalazł się na orbicie kołowej o wysokości 300 km. W czasie trzech dni po udanym spotkaniu z Gemini 6, a przed wodowaniem astronauci oddali się lekturze. Na pomysł, by zabrali ze sobą książki, wpadł Conrad. W trakcie misji Gemini 5 doszedł do wniosku, że jest to jedyne lekarstwo na kosmiczną nudę. Po dwóch tygodniach pobytu w ciasnym pomieszczeniu byli nieco osłabieni, ale w pełni zdrowi.

### Spotkanie

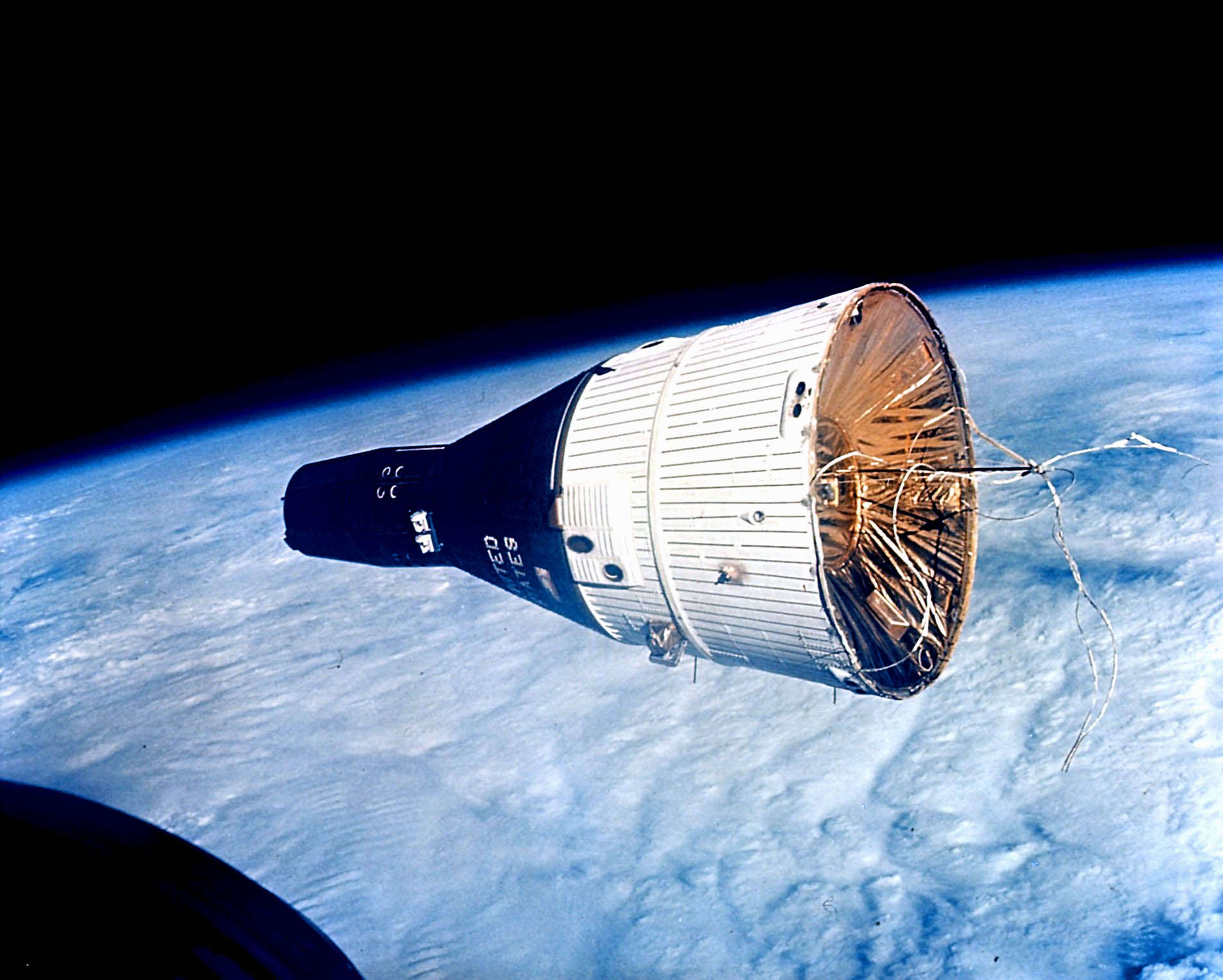
Statek Gemini 7 widziany z pokładu Gemini 6A

15 grudnia 1965 roku o godz. 19:33 UTC nastąpiło spotkanie statków. Miało ono miejsce podczas 163 okrążenia Ziemi przez Gemini 7, a Gemini 6 kończył piątą godzinę misji. Wszystkie manewry, które zakończyły się spotkaniem, wykonywał statek Gemini 6. Miał na ten cel 272 kg paliwa. Natomiast w zbiornikach statku Gemini 7 po jedenastu dniach lotu pozostało w zbiornikach około 6 kg paliwa. Następnie zbliżyły się one do siebie na odległość 1 metra. Wspólny lot trwał 5 godzin i 18 minut. Minimalny dystans pomiędzy pojazdami wyniósł 30 cm. Oba statki poruszały się z prędkością 27 tys. km na godzinę, jednak różnica prędkości pomiędzy statkami wynosiła około 3 km/godz.

### Ostatnie dni
W ciągu kolejnych dni pojawiły się usterki. Przestały działać niektóre z silników odrzutowych.

### Wodowanie
Rano 18 grudnia załoga rozpoczęła przygotowania do powrotu na Ziemię. Wejście w atmosferę przebiegło bezproblemowo. Wodowanie nastąpiło tego samego dnia o godzinie 14:05. Okręt odbiorczy USS Wasp ewakuował załogę o 14:37, zaś statek o 15:08.

### Podsumowanie misji
Najważniejsze osiągnięcie nie należało początkowo do planu. Po odwołaniu lotu Gemini 6 pojawiła się koncepcja, by zamiast Ageny wykorzystać Gemini 7. Konstrukcja statku uniemożliwiała dokowanie, jednak można było doprowadzić do spotkania. Lot Gemini 7 był dziesiątym amerykańskim lotem załogowym i w jego trakcie ustanowiono kolejny rekord czasu trwania misji. Został pobity dopiero pięć lat później, podczas lotu Sojuza 9.

Przez cały czas astronauci tkwili stłoczeni w kabinie o rozmiarach przedniego siedzenia garbusa. Przez czternaście dni byli praktycznie unieruchomieni, ograniczeni przez katapultowane fotele i tablice przyrządów. Również żywność podlegała ograniczeniom. Składały się na nią proste i liofilizowane posiłki w wyciskanych torebkach z ustnikiem. Misja ta to saga o wytrzymałości człowieka i potędze ludzkiego ducha.

## Lokalizacja statku

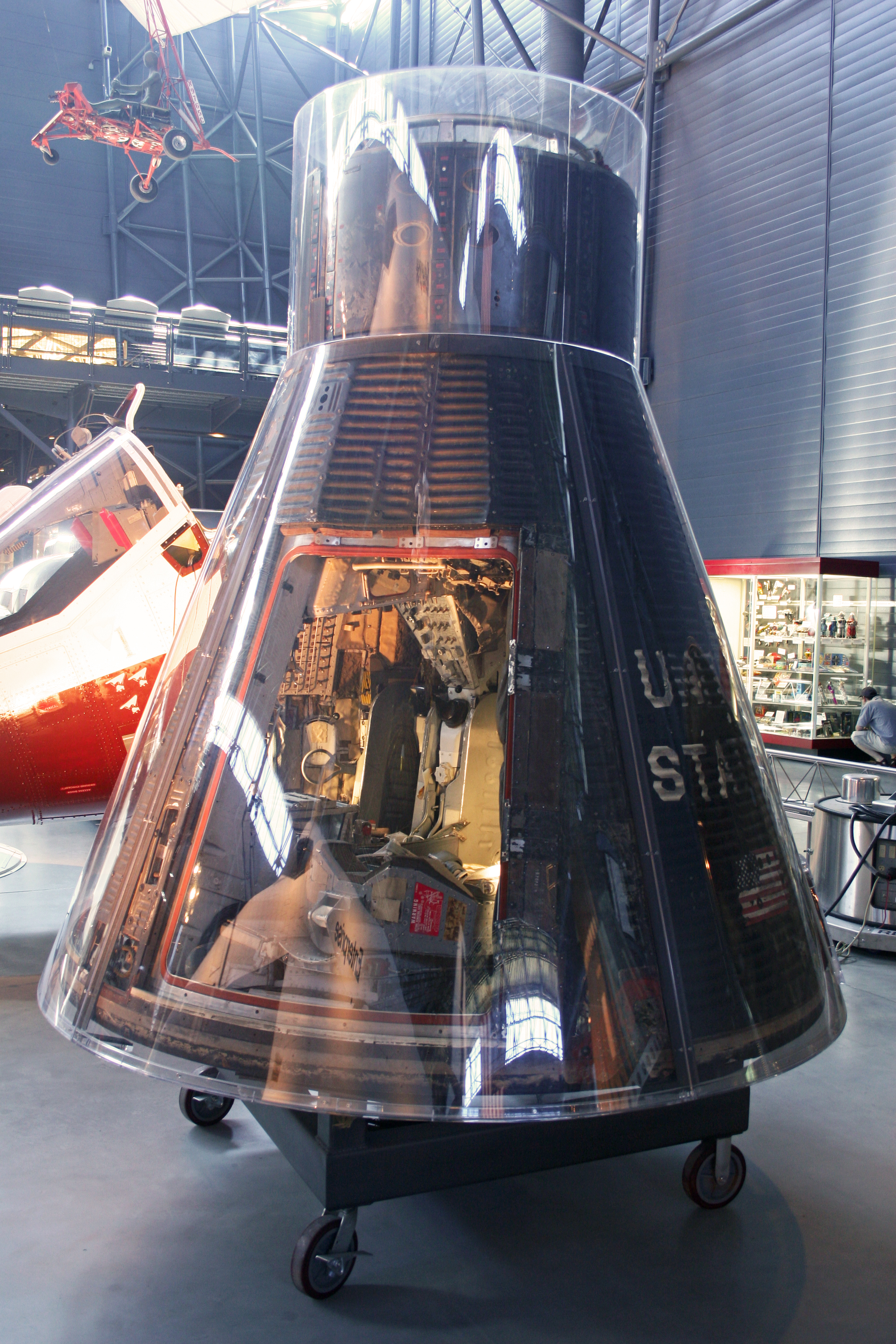
Statek na wystawie w Steven F. Udvar-Hazy Center

Aktualnie statek Gemini 7 znajduje się na wystawie w muzeum Steven F. Udvar-Hazy Center.